# Djanets flygplats
Djanets flygplats är en flygplats vid orten Djanet i Algeriet. Den ligger i den sydöstra delen av landet, 1 500 km söder om huvudstaden Alger. Djanets flygplats ligger 968 meter över havet.